# Clusia octandra
Clusia octandra là một loài thực vật có hoa trong họ Bứa. Loài này được (Poepp.) Pipoly mô tả khoa học đầu tiên năm 1998.